# Giuliano Sarti
Giuliano Sarti (Castello d’Argile, 1933. október 2. – Firenze, 2017. június 5.) olasz válogatott labdarúgó kapus. Pályafutása nagy részét a Fiorentina és az Internazionale csapatainál töltötte. Utóbbi klubnál tagja volt a Grande Inter néven emlegetett csapatnak, amely Helenio Herrera irányításával Európa legjobb csapatának számított az 1960-as években.

## Pályafutása

### Klubcsapatban
Sarti leginkább a Fiorentina és az Internazionale kapusaként maradt meg az emberek emlékezetében, amint ezzel a két csapattal számos hazai és nemzetközi trófeát elhódított az 1960-as években. Pályafutása kezdetén alsóbb osztályú csapatokban védett, így volt a Centese (1952-1953) és a Bondenese (1953-1954) játékosa is mielőtt a Fiorentina szerződtette volna. 1954-ben lett a firenzeiek játékosa és annak ellenére első számú kapusa, hogy helyéért olyan riválisokkal kellett megküzdenie mint Leonardo Costagliola, majd később Enrico Albertosi. A Fiorentina Sartival a kapuban bajnok, kupagyőztes és Kupagyőztesek Európa-kupája-győztes lett.
1963-ban csatlakozott a Helenio Herrera vezette, később csak Grande Inter néven emlegetett milánóiakhoz, ahol vele kiegészülve összeállt a Sarti,  Burgnich, Facchetti, és Armando Picchi nevével fémjelzett „ Catenaccio”, amely aztán meghódította az európai labdarúgást. Öt szezont töltött az Internazionálénál, ez idő alatt két bajnoki címet és két Interkontinentális kupát nyert, valamint kétszer emelhette magasba a Bajnokcsapatok Európa-kupája serleget. 1968-ban elhagyta az intert és a Juventus kapusa lett, majd egy szezon követően az Unione Valdinievole igazolta le. Innen vonult vissza 1973-ban.

### A válogatottban
Sarti nyolc alkalommal védett az olasz válogatottban 1959 és 1967 között. Nagy világeseményen sohasem vehetett részt, első válogatott találkozóján a magyar válogatott ellen védett 1959. november 29-én (1-1).

## Játékstílusa
Sarti generációjának és a labdarúgás történetének egyik legmeghatározóbb és legsikeresebb olasz kapusa volt. Következetes és megbízható teljesítményre volt képes, amelyet elsősorban lélekjelenlétének és mentalitásának köszönhetett. A látványos mentések helyett a helyezkedésre, a játék olvasására helyezte a hangsúlyt. Forradalmasította posztját, miután többször előfordult, hogy kapuját elhagyva szerezte meg a labdát és sokszor a védelemben, amolyan söprögetőként szerepelve meg is játszotta azt. Bár mozgásával minden esetben a labdát birtokló felé helyezkedett, a kapujára törő ellenféltől mindig a lehető legtávolabbra helyezkedett így időt hagyva magának a hárításra. Ezt később "Sarti stílusnak" nevezték, amely az ő idejében ugyan szokatlan védési stílus volt, de rendkívül hatékony.

## Visszavonulása után
Sarti miután egy szezont még szerepelt a Juventusban is, 1969-ben hagyott fel a profi labdarúgással. Visszavonulása után a Lucchese menedzsereként dolgozott.

## Halála
2017. június 5-én firenzei otthonában hunyt el, 83 évesen.

## Sikerei, díjai

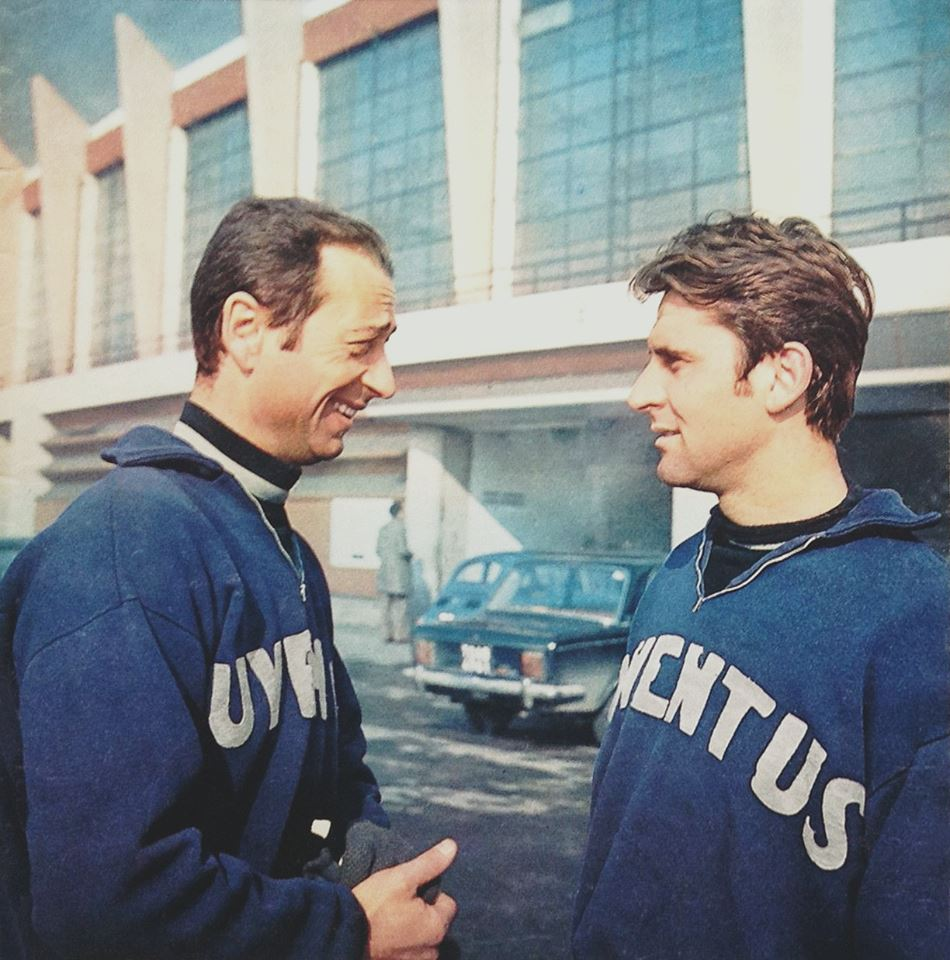
Sarti a Juventus kapusaként az 1968–69-es szezonban kollégájával, Roberto Anzolinnal beszélget.

### Klub
Fiorentina
- Olasz bajnok: 1955–56
- Olasz Kupa-győztes: 1960–61.
- Kupagyőztesek Európa-kupája-győztes: 1960–61

Inter
- Olasz bajnok: 1964–65, 1965–66
- Bajnokcsapatok Európa-kupája-győztes: 1963–64, 1964–65
- Interkontinentális kupagyőztes: 1964, 1965

### Egyéni
- Fiorentina Hall of Fame[13]